# Bethel (Vermont)
Pour les articles homonymes, voir Bethel.
Bethel est une ville américaine située dans le comté de Windsor au Vermont. Sa population était de 2 030 au recensement de 2010.
La ville comprend les villages de Bethel (CDP), Bethel-Galaad, East Bethel, Lilliesville, Lympus (anciennement Olympus), et Bethel Ouest. Bethel est surtout connu pour être la source du granit Bethel White qui a été utilisé pour la construction de la gare de Washington Union Station et le musée National d'Histoire Naturelle. Béthel était la première ville créée par la République en 1779 et a été nommé d'après le village biblique de Béthel.
|  | Randolph (Vermont) |                    |
|  | Bethel             | Royalton (Vermont) |
|  | Barnard (Vermont)  |                    |